# Vittel
Vittel é uma comuna francesa, situada no departamento de Vosges, na região de Grande Leste. O lugar é conhecido pela sua marca de água mineral epónima.

## Tour de France

### Chegadas
- 2009 :  Nicki Sørensen